# Municipio de Norman (condado de Yellow Medicine)
El municipio de Norman (en inglés: Norman Township) es un municipio ubicado en el condado de Yellow Medicine en el estado estadounidense de Minnesota. En el año 2010 tenía una población de 264 habitantes y una densidad poblacional de 2,92 personas por km².

## Geografía
El municipio de Norman se encuentra ubicado en las coordenadas 44°40′2″N 96°17′13″O / 44.66722, -96.28694. Según la Oficina del Censo de los Estados Unidos, el municipio tiene una superficie total de 90.37 km², de la cual 90,25 km² corresponden a tierra firme y (0,13 %) 0,12 km² es agua.

## Demografía
Según el censo de 2010, había 264 personas residiendo en el municipio de Norman. La densidad de población era de 2,92 hab./km². De los 264 habitantes, el municipio de Norman estaba compuesto por el 99,62 % blancos, el 0,38 % eran afroamericanos. Del total de la población el 0,38 % eran hispanos o latinos de cualquier raza.